# Adriano Leite Ribeiro
Adriano Leite Ribeiro (sinh ngày 17 tháng 2, 1982 tại Rio de Janeiro), được biết đến nhiều nhất với tên Adriano, là một cựu cầu thủ bóng đá chuyên nghiệp người Brasil gốc Cabo Verde.

## Sự nghiệp cấp câu lạc bộ

### Thuở đầu
Adriano bắt đầu sự nghiệp bóng đá vào năm 1999 tại đội tuyển trẻ của Flamengo, anh mau chóng được đưa vào đội hình chính thức vào một năm sau đó. Sau hai năm chơi bóng cho Flamengo, anh chuyển sang Inter Milan, và ghi bàn thắng đầu tiên của mình cho Inter trong trận giao hữu gặp Real Madrid.

### Parma
Mùa bóng 2001-2002, Adriano được Inter cho Fiorentina mượn, trước khi cùng đồng đội Matteo Ferrari chuyển sang chơi cho Parma với một hợp đồng cho mượn khác. Tại đây, anh nhanh chóng trở thành một trong những chân sút nguy hiểm của Serie A với 22 bàn thắng sau 36 lần ra sân. 

### Trở về Inter
Adriano trở lại San Siro vào năm 2004 với một hợp đồng 4 năm và ghi liền 15 bàn thắng sau 16 lần ra mắt tại mùa bóng '04-05. Từ 11 tháng 6 năm 2004 tới 25 tháng 7 năm 2005, anh ghi tất cả 40 bàn thắng trên 2 mặt trận cấp câu lạc bộ và cấp quốc gia. Vào tháng 12 năm 2005, Inter đã thành công trong việc gia hạn hợp đồng với anh đến năm 2010.
Sau khi ký kết hợp đồng mới, sự nghiệp của Adriano tại Inter đã trở nên ảm đạm trong suốt 3 mùa bóng. Anh thường có những thể hiện kém thuyết phục, ngoài ra lại thường lao vào những cuộc ăn chơi thâu đêm suốt sáng bên ngoài sân cỏ. Anh bị Dunga, huấn luyện viên trưởng đội Brasil loại ra khỏi danh sách thi đấu trong trận giao hữu với Ecuador vào ngày 10 tháng 10 năm 2006. Dunga khuyên anh "nên thay đổi thái độ" và "cần chú trọng vào bóng đá". Vào ngày 18 tháng 2 năm 2007, vì mải mê với tiệc sinh nhật kéo dài của mình, anh vắng mặt trong một buổi tập quan trọng của đội, khiến cho huấn luyện viên của Inter Roberto Mancini quyết định phạt anh ngồi ngoài sân trong trận đấu với Valencia tại Champions League, và trận đấu với Catania tại giải nội địa.

#### Mùa bóng 2008-09
Ngày 14 tháng 12 năm 2008, Adriano được ra sân trong đội hình chính thức trong trận gặp Panathinaikos, và anh đã ghi một bàn thắng đẹp từ tình huống đối diện với thủ môn Mario Calinovic. Anh tiếp tục thể hiện phong độ tốt trong trận tiếp theo gặp Torino, khi cùng 2 cầu thủ Brasil khác là Maicon và Mancini giúp Inter giành chiến thắng 3-1. Sau trận đấu, anh được Sky Sports bầu làm "cầu thủ của trận". Ở một vòng đấu khác tại Serie A, anh đã có bàn thắng thứ 100 của mình, tính riêng trong các giải vô địch quốc gia Brasil và Italia: bàn thắng từ một tình huống đá phạt đền do đồng đội Zlatan Ibrahimovic mang lại. Ngày 22 tháng 10 năm 2008, Adriano ghi bàn giúp đội đánh bại Anorthosis Famagusta 1-0. Với bàn thắng này, anh đã nâng số lần lập công của mình tại Champions League lên con số 18.

### Flamengo
Adriano ký hợp đồng với CLB Flamengo của Brazil vào ngày 6 tháng 5 năm 2009,câu lạc bộ mà anh đã bắt đầu sự nghiệp của mình.Bắt đầu sự nghiệp ở Flamengo,vào ngày 31 tháng 8 năm 2009,anh đã lập một cú hat-trick giúp Flamengo thắng 4-0 trước Internacional ở Brazilian Serie A.
Vào ngày 31 tháng 1 năm 2010, Adriano đã lập được hat-trick thứ hai,lần này trong chiến thắng trân lượt về 5-3 trước Fla Flu trong giải Rio de Janeiro State năm 2010

### A.S. Roma
Ngày 8 tháng 6 năm 2010,Adriano đã ký hợp đồng với câu lạc bộ A.S. Roma ở Serie A,có hiệu lực từ ngày 1 tháng 7 với mức lương 5 triệu €.Sáu đó anh xuất hiện trước báo chí với số áo 8.Nhưng vào ngày 8 tháng 3 năm 2011,anh bị sa thải sau 7 tháng ở Serie A.

### Corinthians
Vào ngày 25 tháng 3 năm 2011,anh ký hợp đồng thỏa thuận 1 năm với Corinthians.Vào ngày 19 tháng 4,anh bị đứt gân chân.Sau khi phẫu thuật,anh phải bỏ ra 6 tháng để phục hồi.Sau khi phục hồi,anh đã chơi trân đầu tiên cho Corinthians vào ngày 09 tháng 10 năm 2011 khi CLB của anh đánh bại Atletico Goianiense 3-0.Mục tiêu đầu tiên của Corinthians là đánh bại Atlético Mineiro vào ngày 20 tháng 10.và Corinthians đã chiến thắng với tỉ số 2-1 và dẫn 2 điểm khi chỉ còn 2 trận nữa là kết thúc mùa giải. Ngày 12 tháng 3 năm 2012, anh đã bị sa thải sau khi xuất hiện những triệu chứng thiếu tập trung.

### Trở lại Flamengo
Ngày 24 tháng 8 năm 2012,CLB Flamengo thông báo đã hoàn tất việc ký kết hợp đồng với Adriano đến cuối năm 2012.

## Sự nghiệp quốc tế
Adriano, với 27 bàn sau 41 trận đấu cho tuyển quốc gia, đã từng được hy vọng sẽ là người kế thừa của Ronaldo tại đội Brasil. Cho tới kỳ 2005 FIFA Confederations Cup, Adriano được trao danh hiệu "Cầu thủ của giải đấu" và Chiếc giày vàng với 5 bàn thắng. Trong trận chung kết, anh góp phần giúp Brasil đánh bại Argentina 4-1 chiến thắng khi ghi 2 bàn thắng.
Anh được gọi vào đội hình tham dự World Cup 2006, và ghi bàn thắng đầu tiên tại giải này vào ngày 18 tháng 7 năm 2006, trong trận gặp đội Úc. Bàn thắng thứ 2 trong trận gặp Ghana tại vòng 1/16. Với 2 bàn thắng và 5 cú sút trong suốt giải đấu, anh bị đánh giá là có sự thể hiện kém thuyết phục.
Hai năm sau khi Dunga về làm huấn luyện viên trưởng tuyển Brasil, Adriano chỉ được ra sân một trận. Đó là trận giao hữu mà Brasil đã để thua Bồ Đào Nha hai bàn không gỡ vào ngày 6 tháng 2 năm 2007. Đến ngày 15 tháng 5 năm 2008, anh mới được gọi lại đội tuyển trong các trận giao hữu với Canada và Venezuela.

## Danh hiệu
Câu lạc bộ
- Rio State Championship: 2000, 2001
- Brazilian Champions' Cup: 2001
- Serie A: 2006, 2007, 2008
- Coppa Italia: 2005, 2006
- Italian Super Cup: 2005, 2006

Quốc tế
- Copa América: 2004
- Confederations Cup: 2005
- FIFA U-17 World Cup: 1999
- South American Youth Championship: 2001

Cá nhân
- Copa América: 2004 - Golden Ball for The Best Player of the Tournament and The Golden Shoe For Top Scorer
- Confederations Cup: 2005 - Golden Ball for The Best Player of the Tournament and The Golden Shoe For Top Scorer

## Thống kê sự nghiệp
| Thành tích cấp CLB  | Thành tích cấp CLB  | Thành tích cấp CLB  | Giải vô địch | Giải vô địch | Cúp quốc gia   | Cúp quốc gia          | Cúp châu lục | Cúp châu lục | Tổng cộng | Tổng cộng |
| Mùa giải            | CLB                 | Giải vô địch        | Trận         | Bàn          | Trận           | Bàn                   | Trận         | Bàn          | Trận      | Bàn       |
| Brazil              | Brazil              | Brazil              | Giải vô địch | Giải vô địch | Copa do Brasil | Copa do Brasil        | Nam Mỹ       | Nam Mỹ       | Tổng cộng | Tổng cộng |
| ------------------- | ------------------- | ------------------- | ------------ | ------------ | -------------- | --------------------- | ------------ | ------------ | --------- | --------- |
| 2000                | Flamengo            | Série A             | 19           | 7            | -              | -                     | 8            | 1            | 321       | 101       |
| 2001                | Flamengo            | Série A             | -            | -            | 4              | 1                     | 2            | 0            | 142       | 2         |
| Ý                   | Ý                   | Ý                   | Giải vô địch | Giải vô địch | Coppa Italia   | Coppa Italia          | Châu Âu      | Châu Âu      | Tổng cộng | Tổng cộng |
| 2001-02             | Internazionale      | Serie A             | 8            | 1            | 1              | 0                     | 5            | 0            | 14        | 1         |
| 2001-02             | Fiorentina          | Serie A             | 15           | 6            | -              | -                     | -            | -            | 15        | 6         |
| 2002-03             | Parma               | Serie A             | 28           | 15           | 1              | 0                     | 2            | 2            | 31        | 17        |
| 2003-04             | Parma               | Serie A             | 9            | 8            | 2              | 0                     | 2            | 1            | 13        | 9         |
| 2003-04             | Internazionale      | Serie A             | 16           | 9            | 2              | 3                     | -            | -            | 18        | 12        |
| 2004-05             | Internazionale      | Serie A             | 30           | 16           | 3              | 2                     | 9            | 10           | 42        | 28        |
| 2005-06             | Internazionale      | Serie A             | 30           | 13           | 6              | 0                     | 11           | 6            | 47        | 19        |
| 2006-07             | Internazionale      | Serie A             | 23           | 5            | 4              | 1                     | 3            | 0            | 30        | 6         |
| 2007-08             | Internazionale      | Serie A             | 4            | 1            | -              | -                     | -            | -            | 4         | 1         |
| Brazil              | Brazil              | Brazil              | Giải vô địch | Giải vô địch | Copa do Brasil | Copa do Brasil        | Nam Mỹ       | Nam Mỹ       | Tổng cộng | Tổng cộng |
| 2008                | São Paulo           | Série A             | -            | -            | -              | -                     | 10           | 6            | 283       | 173       |
| Ý                   | Ý                   | Ý                   | Giải vô địch | Giải vô địch | Coppa Italia   | Coppa Italia          | Châu Âu      | Châu Âu      | Tổng cộng | Tổng cộng |
| 2008-09             | Internazionale      | Serie A             | 10           | 3            | 2              | 2                     | 4            | 2            | 13        | 5         |
| Tổng cộng           | Brazil              | Brazil              | 19           | 7            | 4              | 1\|\|\|20\|\|7\|\|744 | 294          |              |           |           |
| Tổng cộng           | Ý                   | Ý                   | 174          | 75           | 20             | 6                     | 38           | 19           | 231       | 100       |
| Tổng cộng sự nghiệp | Tổng cộng sự nghiệp | Tổng cộng sự nghiệp | 238          | 100          | 20             | 6                     | 37           | 9            | 295       | 125       |